# Ernest Walter
Ernest Walter (* 29. November 1919 in Cardiff, Wales; † 14. Dezember 1999 in Harrow, Middlesex, England) war ein britischer Filmeditor, der in seiner Laufbahn bei über 30 Kinoproduktionen für den Schnitt verantwortlich war. Darunter Klassiker des internationalen Kinos wie Die Herberge zur 6. Glückseligkeit, 16 Uhr 50 ab Paddington, L – Der Lautlose, In den Schuhen des Fischers oder Nikolaus und Alexandra.

## Leben und Karriere
Der 1919 in Wales geborene Ernest Walter ging nach Beendigung der Schulzeit zum Welch-Regiment, machte dort eine Ausbildung zum Buchhalter und trat später durch sein Interesse an der Fotografie in die Ausbildungsschule der Armee-Film- und Fotoeinheit ein. Dort wurde er dann zum Kameramann ausgebildet. Nach seinem Dienst in der Armee verließ er nach dem Krieg die Insel und wechselte nach Hollywood, wo er zuerst als Redakteur beim Film arbeitete und sich später als Cutter ausbilden ließ. Seine ersten Sporen verdiente er sich als Assistenz-Filmeditor 1947 unter der Regie von John Harlow in dem Thriller While I Live. Seine Laufbahn als hauptverantwortlicher Editor begann Mitte der 1950er Jahre mit der Kinoproduktion Liebe, Tod und Teufel unter der Regie von Richard Thorpe. Es folgten Ende der 1950er Jahre Arbeiten für Regisseure wie George Marshall mit Jenseits Mombasa, Mark Robsons Die kleine Hütte und Die Herberge zur 6. Glückseligkeit, Ray Millands Safeknacker Nr. 1 oder Jack Cardiffs Thriller Hinter diesen Mauern mit Van Johnson in der Hauptrolle.
In den 1960er Jahren entstanden Filmschnitte zu Produktionen wie die Agatha Christies Roman-Verfilmungen von Regisseur George Pollock 16 Uhr 50 ab Paddington, Vier Frauen und ein Mord und Mörder ahoi! mit Margaret Rutherford in der Rolle der Miss Marple, die Horror-Filme Bis das Blut gefriert von Robert Wise, Die Kinder der Verdammten von Anton Leader oder Die schwarze 13 von Regisseur J. Lee Thompson. Ferner für die Dramen Neun Stunden zur Ewigkeit von Mark Robson und den oscar-prämierte Michael Anderson-Klassiker In den Schuhen des Fischers mit Anthony Quinn oder den Agenten-, Kriegs- und Söldner-Filmen L – Der Lautlose, Geheimaktion Crossbow oder Katanga.
In den 1970er Jahren arbeitete er für Filme wie Das Privatleben des Sherlock Holmes von Regisseur Billy Wilder, John Christie, der Frauenwürger von London mit Richard Attenborough, den oscar-prämierten Klassiker Nikolaus und Alexandra inszeniert von Franklin J. Schaffner, Die Frucht des Tropenbaumes von Blake Edwards, Ralph Nelsons Die Wilby-Verschwörung, Cyril Frankels Thriller Vollmacht zum Mord mit Dirk Bogarde, Der Prinz und der Bettler mit Charlton Heston oder Das Geheimnis des blinden Meisters mit David Carradine. Den letzten Film seiner Karriere, zu dem er den Filmschnitt lieferte, war 1979 der Abenteuerfilm Ashanti mit Michael Caine und Peter Ustinov.
1973 machte er mit seiner Arbeit für den Regisseur James F. Collier und dem Familiendrama The Going Up of David Lev einen einmaligen Abstecher zum Fernsehen.
Ernest Walter verstarb im Dezember 1999 im Alter von 80 Jahren in der Grafschaft Middlesex in England.

## Filmografie (Auswahl)

### Kino
- 1955: Liebe, Tod und Teufel (The Adventures of Quentin Durward)
- 1956: Jenseits Mombasa (Beyond Mombasa)
- 1957: Die kleine Hütte (The Little Hut)
- 1958: Safeknacker Nr. 1 (The Safecracker)
- 1958: Die Herberge zur 6. Glückseligkeit (The Inn of the Sixth Happiness)
- 1959: Hinter diesen Mauern (Beyond this Place)
- 1959: Das Haus der sieben Falken (The House of the Seven Hawks)
- 1960: Let’s Get Married
- 1961: 16 Uhr 50 ab Paddington (Murder She Said)
- 1961: Invasion Quartet
- 1962: Der Inspektor (The Inspector / Lisa)
- 1963: Neun Stunden zur Ewigkeit (Nine Hours to Rama)
- 1963: Bis das Blut gefriert (The Haunting)
- 1964: Die Kinder der Verdammten (Children of the Damned)
- 1964: Vier Frauen und ein Mord (Murder Most Foul)
- 1964: Mörder ahoi! (Murder Ahoy)
- 1965: Geheimaktion Crossbow (Operation Crossbow)
- 1965: L – Der Lautlose (The Liquidator)
- 1966: Die schwarze 13 (Eye of the Devil)
- 1967: Der Fremde im Haus (Stranger in the House)
- 1968: Katanga (The Mercenaries)
- 1968: In den Schuhen des Fischers (The Shoes of the Fisherman)
- 1970: Das Privatleben des Sherlock Holmes (The Private Life of Sherlock Holmes)
- 1971: John Christie, der Frauenwürger von London (10 Rillington Place)
- 1971: Nikolaus und Alexandra (Nicholas and Alexandra)
- 1972: Der große Walzer (The Great Waltz)
- 1974: Die Frucht des Tropenbaumes (The Tamarind Seed)
- 1975: Die Wilby-Verschwörung (The Wilby Conspiracy)
- 1975: Vollmacht zum Mord (Permission To Kill)
- 1977: Der Prinz und der Bettler (Crossed Swords)
- 1978: Das Geheimnis des blinden Meisters (Circle of Iron)
- 1979: Ashanti

### Fernsehen
- 1973: The Going Up of David Lev (Fernsehfilm)